# Тринити (окръг)
Вижте пояснителната страница за други значения на Тринити.
Тринити (на английски: Trinity, в превод „троица“) е окръг в Калифорния, САЩ. Окръжният му център е град Уивървил.

## География
Окръг Тринити е с обща площ от 8307 кв.км. (3208 кв.мили).

## Население
Окръг Тринити е с население от 13 022 души. (2000)

## Населени места
- Луистън
- Уивървил
- Хейфорк

## История
Тринити е един от основополагащите окръзи на Калифорния, основан 1850 г., когато Калифорния е приета за щат на САЩ.